# Marcelo Baron Polanczyk
Marcelo Baron Polanczyk (født 19. januar 1974) er en tidligere brasiliansk fodboldspiller.